# Páni ze Studnic
Páni ze Studnic byli moravským šlechtickým rodem, který má kořeny ve Studnicích u Velkého Meziříčí a jenž žije dodnes v Německu, v Anglii a USA.

## Historie rodu
První jistý předek byl Ondřej ze Studnic, který se uvádí v letech 1420–1435 jako lenní držitel biskupského hradu Blanseka. Za husitských válek bránil hrad Blansek proti nájezdům husitů. V roce 1437 uvádí jako dvořenín krále Zikmunda. V roce 1443 prodal Medlov a roku 1447 koupil několik vesnic. Po nabytí Velké Bystřice se píše jako Ondřej Bystřický ze Studnic. Ondřej byl ženat s Markétou z Kněžiček, se kterou měl více dětí. Po něm se uvádí synové Václav (1452–1480), znám je také Ondřejův bratr Jan, řečený Strniště ze Studnic, který se svým bratrem seděl na Blanseku a který se roku 1434 uvádí na lantfrýdě.
Dalšími známými nositeli erbu pánů ze Studnic byli Náhradek ze Studnic (1386–1408), jeho syn Matyáš (1420) a vnuk Jan. V letech 1507–1518 se uvádí Matěj ze Studnic se svou sestrou Markétou, který držel majetky na Opavsku.
Bystřičtí ze Studnic odešli ve 2. polovině 15. století do Čech, kde Jan Bystřický ze Studnic držel Chroustovice a dům na Hradčanech. V letech 1583–1598 žil v Jaroměři Václav Bystřický ze Studnic, člen obecní rady a rychtář. V Novém Bydžově bydlel od roku 1609 Jan Bystřický ze Studnic a poté jeho potomci. V Heralticích ve Slezsku žila větev, který se nazývala Heraltičtí ze Studnic. Tato slezská větev dnes žije v Německu.